# Pseudonoorda
Pseudonoorda is een geslacht van vlinders uit de familie van de grasmotten (Crambidae), uit de onderfamilie van de Odontiinae. De wetenschappelijke naam voor dit geslacht is voor het eerst voorgesteld door Eugene Gordon Munroe in een publicatie uit 1974.

## Soorten
- Pseudonoorda brunneiflava Munroe, 1974
- Pseudonoorda brunneifusalis (Hampson, 1917)
- Pseudonoorda distigmalis (Hampson, 1913)
- Pseudonoorda edulis Maes & Poligui, 2012
- Pseudonoorda faroensis Maes, 2012
- Pseudonoorda flammea Maes, 2012
- Pseudonoorda hemileuca (Turner, 1933)
- Pseudonoorda lampra (Tams, 1935)
- Pseudonoorda metalloma (Lower, 1903)
- Pseudonoorda minor Munroe, 1974
- Pseudonoorda nigropunctalis (Hampson, 1899)
- Pseudonoorda noordimimalis (Hampson, 1917)
- Pseudonoorda photina (Tams, 1935)
- Pseudonoorda rubricostalis (Hampson, 1910)